# San José de la Montaña (paroisse civile)
Pour les articles homonymes, voir San José.
San José de la Montaña est l'une des cinq divisions territoriales et statistiques dont l'une des quatre paroisses civiles de la municipalité de Guanare dans l'État de Portuguesa au Venezuela. Sa capitale est San José de la Montaña.